# Юньлун (Сюйчжоу)
Юньлу́н (кит. упр. 云龙, пиньинь Yúnlóng) — район городского подчинения городского округа Сюйчжоу провинции Цзянсу (КНР).

## История
Когда в 1939 году марионеточным прояпонским правительством был образован город Сюйчжоу, в этих местах был создан Район № 3.
В 1952 году районам были вместо номеров даны названия, и Район № 3 был переименован в Юньлун. В 1968 году он был переименован в район Хунвэй (红卫区), но в 1975 году ему было возвращено прежнее название.

## Административное деление
Район делится на 8 уличных комитетов.